# Baga (uva)
Baga é uma casta de uva tinta da família das Vitis viniferas, a partir da qual são fabricados os vinhos tintos da região da Bairrada, em Portugal. É amplamente cultivada na região vinícola Beira Atlântico, representando mais de 90% dos encepamentos tintos da Bairrada, e ainda em Alenquer, Ribatejo e Dão (onde não é recomendada). É ainda considerada uma casta apta à produção de vinhos com DO Vinho Verde e IG Minho.
O cacho é de tamanho médio e com forma cónica, composto por bagos arredondados, médios e de cor negro-azul. A sua película é de espessura média e a polpa mole.
Apresenta uma maturação tardia, duas semanas após a "Castelão", e caracteriza-se por vigor elevado e volumes de produção altos. É resistente ao oídio, razão pela qual terá sido introduzida na Bairrada, mas muito sensível à podridão cinzenta.

Credita-se a Luís Pato o trabalho de aperfeiçoamento desta casta. Passou de casta mal-amada, em crescente abandono, a casta valorizada e promovida internacionalmente, graças a iniciativas como os “Baga Friends”. 

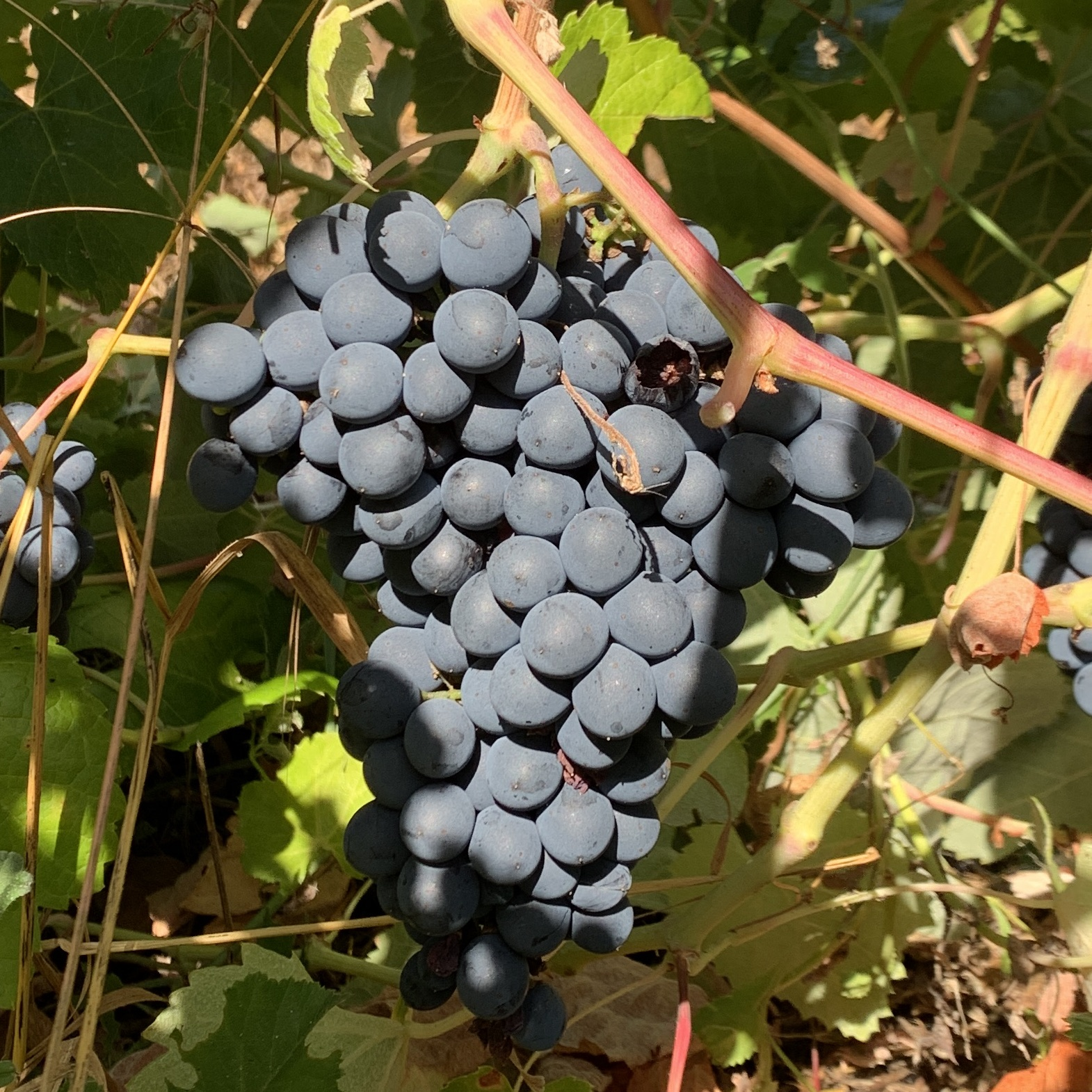
Cacho de Baga

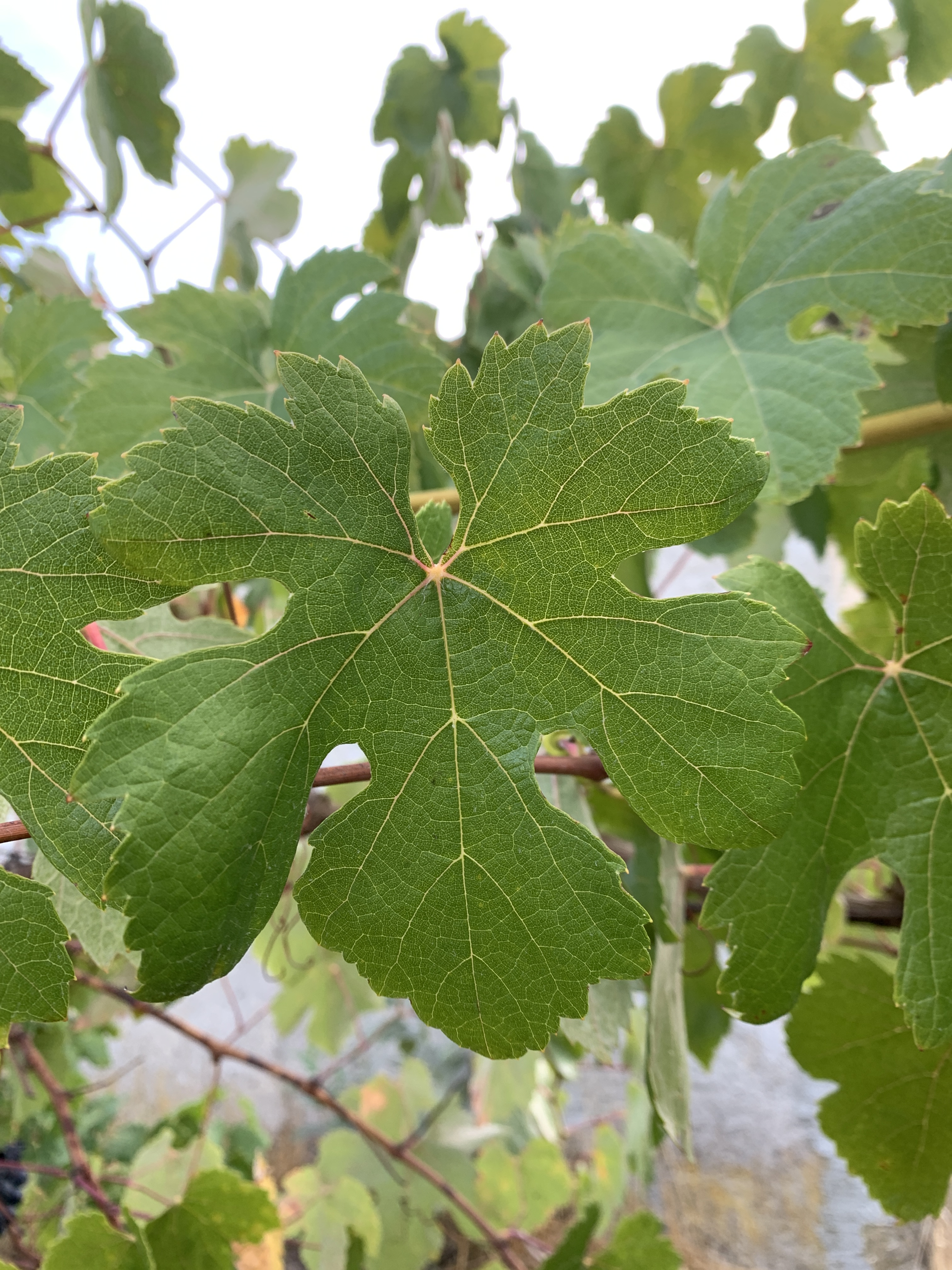
Folha de videira da casta Baga

## Sinónimos
De acordo com o catálogo internacional de variedades Vitis, Baga também é conhecida pelos nomes Baga de Louro, Baguinha, Bairrada, Bairrado Tinta, Baya, Carrasquenho, Carrega Burros, Goncalveira, Morete, Moreto, Paga Dividas, Poeirinha, Poeirinho, Povolide, Preiinho, Pretinho, Preto Rifete, Rifete, Rosete, Tinta Bairrada, Tinta Bairradina, Tinta da Bairrada, Tinta de Baga, e Tinta Fina. O catálogo não inclui possíveis diacríticos nos nomes, que podem ser comuns em Português.